# Turistická značená trasa 3614
 Turistická značená trasa 3614 je 15 km dlouhá zeleně značená turistická trasa Klubu českých turistů spojující Korečnický mlýn s vrcholem Radeč. 

## Průběh trasy
Počátek trasy se nachází u Korečnického mlýna, v údolí Berounky, pod hradištěm Nadryby. Poté trasa vede proti proudu podél Korečnického potoka do vsi Všenice. Za Všenicemi trasa vede kolem Korečského rybníka směrem ke Šternberské hrobce ve Stupně. Po minutí hřbitova trasa ústí do zástavby, odkud míří směrem k prvnímu stupni tamější základní školy. Od školy je již vidět železniční přejezd, kde se zelená značka setkává s modrou turistickou trasou č. 1434. Trasa přechází přejezd na druhou stranu a stáčí se doprava do polí. Po 2,5 km trasa dochází k silnici II/232 a k rozcestníku u zámku na Březině, který je i rozcestníkem červeně turistické značené stezky č. 0207. Dalším rozcestník je u statku na Březině, kde zelená trasa vstupuje do Přírodního parku Radeč, odkud míří do Sklené Huti. Trasa pokračuje k odbočce na Bílou skálu, kde v pravěku stávalo hradiště. Na rozcestníku Radeč-západ se trasa setkává se žlutě značenou stezkou č. 6605. Trasa dále vede přes vrcholy Radeč (721 m n. m.) a Brno (718 m.n.n.). Na vrcholu Brno stojí vysílač. Trasa končí rozcestníkem Radeč-východ, kde navazuje na červeně značenou trasu č. 0209.